# Крошинські
Крошинські — княжий рід часів Великого князівства Литовського і Руського, що взяли своє прізвище від маєтку Крошин у Новогрудському повіті на Берестейщині.

## Історія
Гілка князів Турівських, Смоленських або Чернігівських Рюриковичів. Рід мав герб під назвою «Ліхтар», що є модифікацією Тризуба. Крошинські походили з Берестейщини. Вони переїхали до Смоленщини після того, як у них поляки відібрали родове гніздо внаслідок підтримки, яку вони надали Великому князю Литовському і Руському Свидригайлові під час боротьби з Сигізмундом Кейстутовичем та поляками.
Перший відомий представник роду князь Іван Романович згадується в 1446—1450 роках. У другій половині XV ст. кілька князів Крошинських мали володіння на сході Смоленської землі, які в 1487 році були окуповані військами князя московського Івана III. Натомість князь Костянтин Федорович Крошинський (? — після 1513) отримав у 1503 році від Великого князя Литовського і Руського Олександра «двір Дубна Городенського повіту до звільнення Смоленських володінь».
У 1523 князі Крошинські оселилися в місті Рокишкісі, яким правили 200 років.
Одна гілка роду вимерла в 1561 році, друга жила у Великому князівстві Литовському і Руському до кінця XVII століття. Останні відомі представники князівського роду Крошинських були засуджені до вигнання разом із матір'ю у 1683 році.

## Представники
- Костянтин Федорович Крошинський (? — після 1513), Підскарбій Смоленський.
- Пилип Крошинський
- Іван Пилипович Крошинський (? — близько 1527).
- Василь Іванович Крошинський (? — до 1539).
- Іван Васильович Крошинський (близько 1510—1561), останній з цієї гілки Крошинських
- Тимофій Пилипович Крошинський (? — бл. 1543), зі Смоленська
- Іван Тимофійович Крошинський (? — близько 1570), намісник Упицький (1546), Браславський (1554—1558).